# Rémering-lès-Puttelange
Rémering-lès-Puttelange è un comune francese di 1 135 abitanti situato nel dipartimento della Mosella nella regione del Grand Est.

## Società

### Evoluzione demografica
Abitanti censiti